# سينيتسا
مدينة سينيتسا (بالسلوفاكية: Senica)‏ هي مدينة في غرب سلوفاكيا وتتبع إقليم ترنافا.

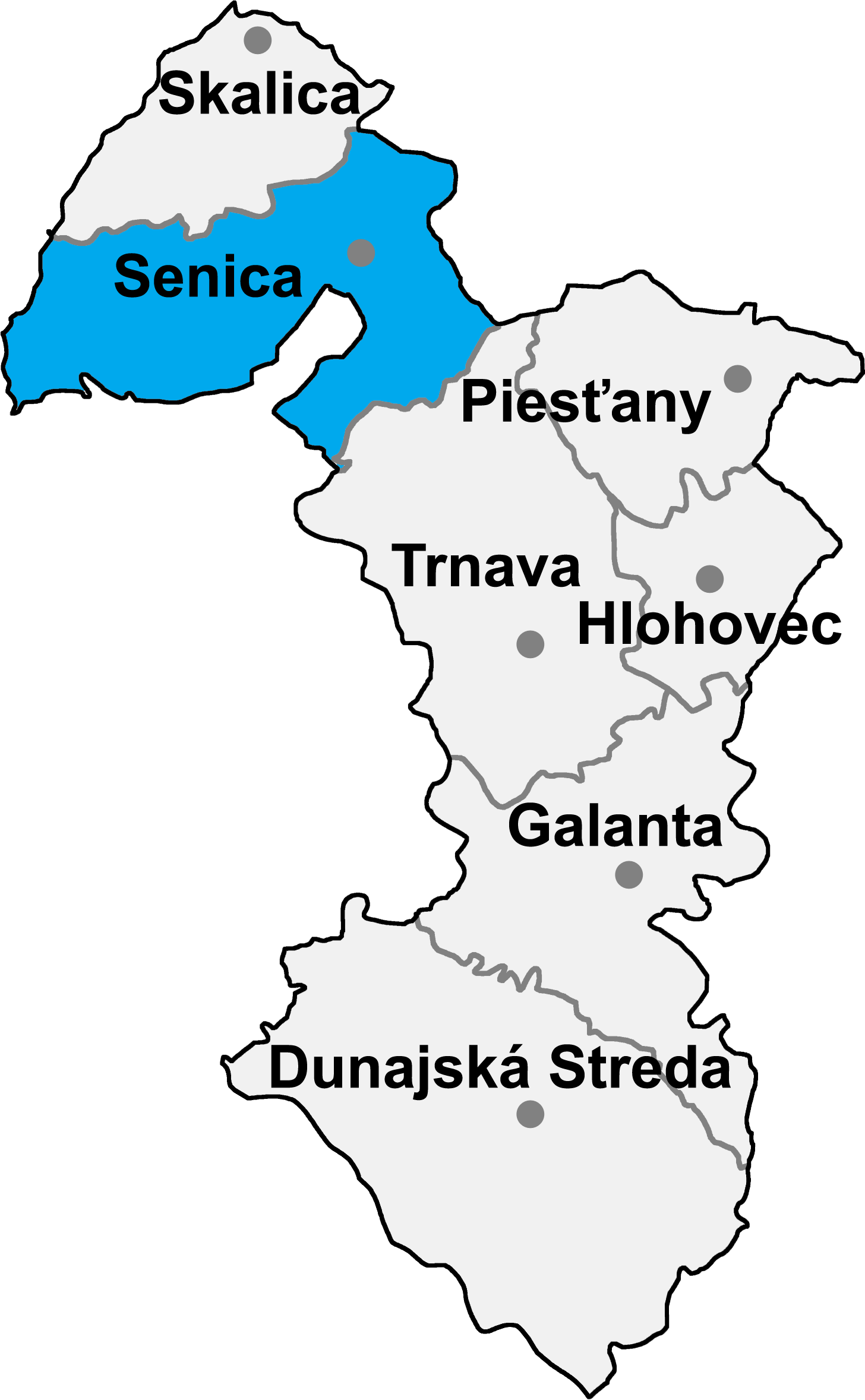
موقع سينيتسا في إقليم ترنافا

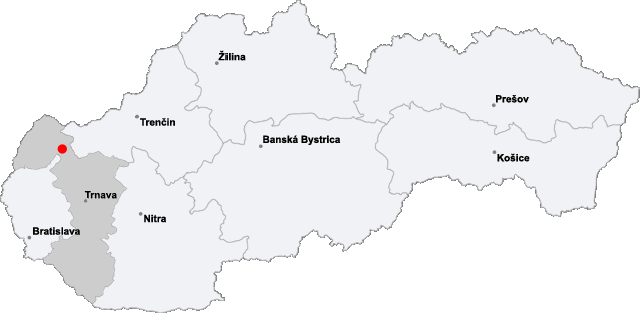
موقع سينيتسا في سلوفاكيا

## توأمة
لسينيتسا اتفاقيات توأمة مع كل من:
- باتش
- Herzogenbuchsee [الإنجليزية]‏
- ترتنوف

## أعلام
- فكتور ليون